# Biogas

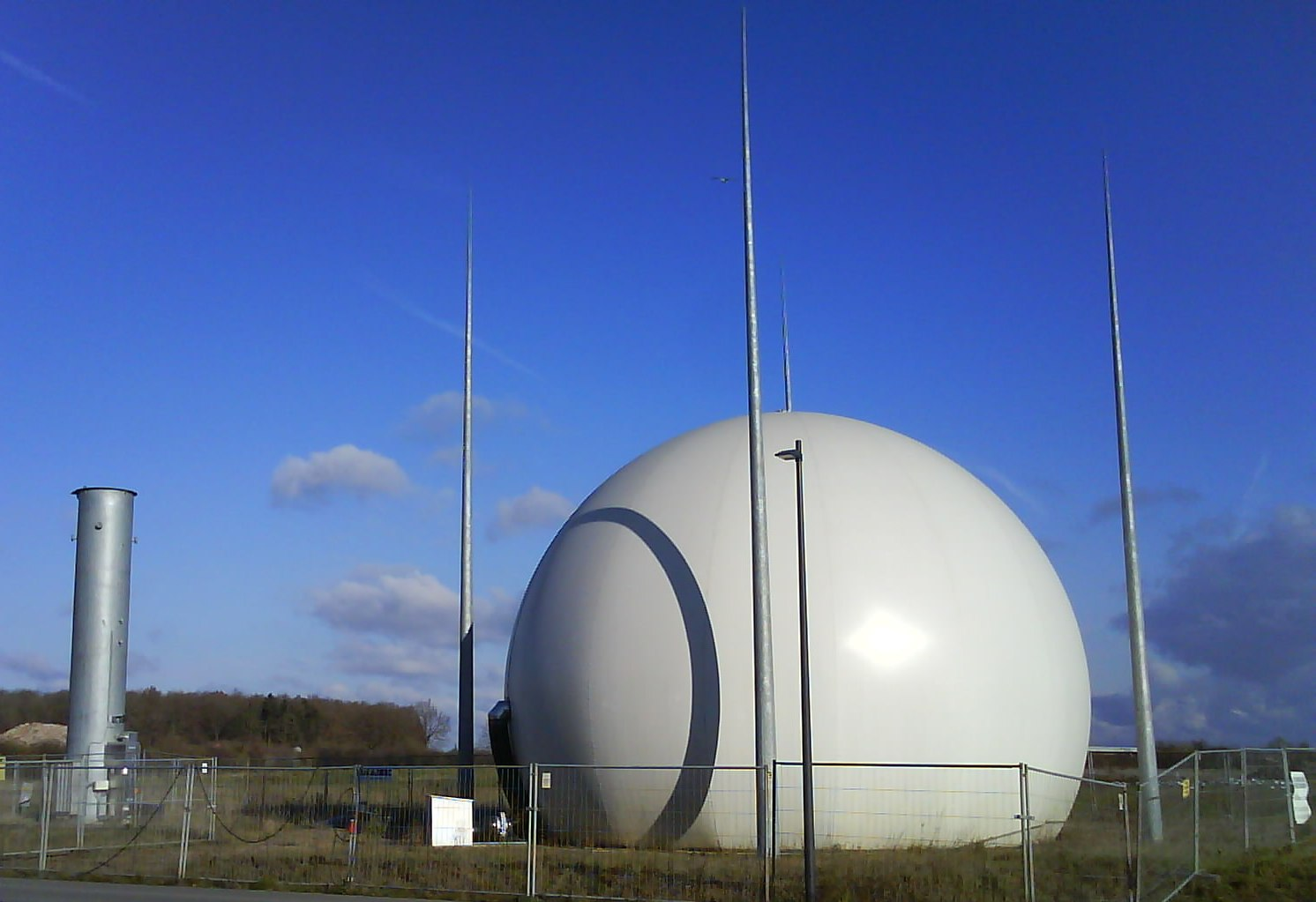
Voorbeeld van een installatie voor de productie van biogas

Biogas is een gasmengsel dat ontstaat als gevolg van biologische enzymatische processen. Gemiddeld bestaat biogas uit 60% methaan en 35% koolstofdioxide, maar er zijn grote variaties. Daarnaast waterdamp en nog een restfractie ammoniak, organische vetzuren en siloxanen, waterstofgas (H2) en waterstofsulfide (H2S). Dit laatste geeft biogas vaak een vervelende naar rotte eieren ruikende geur en brengt tevens extra veiligheidsrisico's met zich mee. Het gas ontstaat als gevolg van vergisting (een anaeroob proces) van organisch materiaal zoals mest, rioolslib, actief slib, groente-, fruit- en tuinafval, gras, maïs, glycerine et cetera. Als restproduct blijft digestaat over (het natte eindproduct). Een voorbeeld van biogassen die op natuurlijke wijze ontstaan zijn moerasgas en brongas. Een ander punt is dat biogas ontstaat uit gestort huisvuil. In dat geval spreken we van stortgas. Dat wordt in Nederland steeds minder omdat organisch afval niet meer mag worden gestort.
Vanwege de biologische oorsprong kan biogas een duurzame energiebron zijn. Door het gebruik van het biogas kan het vrijkomen van methaan (een sterk broeikasgas) worden beperkt.
Methaan kan eveneens worden geproduceerd via een power-to-gas-proces.
| Product          | Formule | Percentage |
| ---------------- | ------- | ---------- |
| Methaan          | CH4     | 60 (30-80) |
| Koolstofdioxide  | CO2     | 35 (20-50) |
| Waterstofsulfide | H2S     | 0–2        |
| Ammoniak         | NH3     | 0–2        |
| Waterdamp        | H2O     | 0–2        |

Vooral in ontwikkelde landen wordt biogas gewonnen van afvalwaterzuiveringen, afvalstortplaatsen en vergistingsinstallaties. In Nederland en België is dit algemeen gangbaar. Vergistingsinstallaties gebruiken, anders dan bijvoorbeeld zonnepanelen of windturbines, energie: warmte om de vergistingstank op 38-40°C te houden en elektriciteit om de biomassa te pompen en te roeren. Verder kan - afhankelijk van het bedrijfsmodel - energie nodig zijn voor het hygiëniseren van digestaat, scheiden van digestaat, drogen van digestaat en transport van grondstoffen en van digestaat. Reiniging van biogas door met name de verwijdering van water en waterstofsulfide verbetert de kwaliteit van biogas.

## Groen gas in Nederland
Groen gas is hernieuwbaar gas dat op duurzame wijze kan zijn opgewekt en dat is opgewerkt zodat het dezelfde kwaliteit heeft als aardgas. Vanaf 1 oktober 2014 moet het in Nederland voldoen aan de Ministriële regeling gaskwaliteit. Groen gas is methaanhoudend gas dat is geproduceerd, bijvoorbeeld uit biomassa en kan dienen als alternatief voor aardgas. Groen gas kan worden geproduceerd via:
- biologische processen (biogas); en
- chemische processen (bio-SNG, Substitute Natural Gas).

In het verleden werd biogas vooral gebruikt voor elektriciteitsproductie. Als de restwarmte niet goed benut kan worden, is dat echter niet de optimale oplossing. Als de restwarmte wel wordt benut (in warmte-kracht-koppeling), dan wel en dikwijls is directe stoom productie ook heel duurzaam. Een ander optie is biogas op te waarderen naar groen gas en bij te mengen in het normale aardgasdistributienet. Voor biogas betekent dit dat het eerst in zuiverheid en energiewaarde moet worden opgewaardeerd, zodat die overeenkomen met de waarden voor aardgas.
De hoeveelheid biomassa die in Nederland vergist kan worden, is beperkt. Teneinde de productie van groen gas op te voeren zouden ook andere bronnen van groen gas gebruikt kunnen worden. De belangrijkste opties hierbij zijn vergassing van biomassa en power-to-gas. Vergassing is nog niet marktrijp. Power-to-gas wordt inmiddels op verschillende plaatsten in Duitsland al gedaan. In Nederland zijn hier evenzo plannen voor. Bij power-to-gas wordt waterstof geproduceerd middels elektrolyse. Dit waterstof kan vervolgens in een methaniseringsproces met koolstofdioxide reageren om methaan te maken. Het benodigde waterstof kan tijdens daluren geproduceerd worden met behulp van groene stroom. Voor de benodigde koolstofdioxide kan bijvoorbeeld de koolstofdioxide uit biogas worden gebruikt, die anders moet worden afgescheiden om biogas op te waarderen tot groen gas.

### Ontwikkeling
Vanuit de Energietransitie is een werkgroep Groen Gas opgezet (binnen het Platform Nieuw Gas) om groen gas te stimuleren. Op 19 december 2007 heeft deze werkgroep haar rapport "Vol gas vooruit" aangeboden aan de minister van Economische Zaken. In Nederland kan in 2020 8 tot 12 procent van het aardgas worden vervangen door groen gas, en in het jaar 2050 kan dit zijn opgelopen tot 50 procent. Dit lijkt echter inmiddels achterhaald te zijn. In 2018 was de productie van groen gas ca. 115 000 000 m3. Dit is minder dan 1% van het gasverbruik van Nederland. Teneinde productie van groen gas op termijn zonder subsidie rendabel te maken, moet die op enige schaal tot stand worden gebracht. Bovendien moet de productie voldoen aan criteria rond duurzaamheid. Op dit moment zijn nog geen duurzaamheidscriteria verplicht voor biovergisting. Op korte termijn kan groen gas ingezet worden om voertuigen te laten rijden in de buurt van vergistingsinstallaties. Op een aantal plaatsen wordt al groen gas ingevoerd in het regionale aardgasdistributienet. Volgens de werkgroep moeten belemmeringen worden weggenomen om hierbij alle betrokken partijen goed te laten samenwerken. Sinds 1 januari 2008 kan voor de productie van groen gas subsidie worden gekregen via de Stimuleringsregeling Duurzame Energieproductie (SDE).

### Start van de Nederlandse markt voor groen gas
Op 1 juli 2009 ging in Nederland de markt voor groen gas van start. Op die dag reikte minister Maria van der Hoeven de eerste certificaten uit aan drie producenten van groen gas. De groengascertificaten worden uitgegeven door certificeringsbedrijf Vertogas.
Het groene gas wordt bijgemengd in het gewone gasnet en de eindgebruiker merkt verder geen verschil.
In de praktijk wordt in Nederland een groot deel van het groene gas verkocht in tankstations als motorbrandstof voor voertuigen. Het 'groene' gas dat in openbare tankstations wordt verkocht, is voor tankstationhouders een relatief goedkope manier is om te voldoen aan de verplichtingen voor de verkoop van biobrandstoffen. In 2011 is een convenant gesloten waarin tankstationhouders afspreken om aan de pomp alleen nog maar groen gas te leveren.

### Biogas uit afvalwater
In 2019 kwam ongeveer 17 procent van de totale biogasproductie in Nederland uit rioolwaterzuiveringsinstallaties. Twee derde werd gebruikt voor opwekking van elektriciteit (181 miljoen kWh) en warmte (1369 terajoule) door verbranding in gasmotoren. In totaal kwam 22,5 procent van alle in 2019 uit biogas geproduceerde hernieuwbare elektriciteit, van biogas uit rioolwaterzuiveringsinstallaties.

### Klimaatgecompenseerd gas
De term "groen gas" wordt eveneens als marketingterm gebruikt door energiebedrijven. Soms bedoelen ze hiermee echter aardgas waarbij het energiebedrijf ervoor zorgt dat de CO2-uitstoot volledig wordt gecompenseerd en niet bijdraagt aan het versterkte broeikaseffect. Men spreekt derhalve ook wel van "klimaatgecompenseerd gas". Zo kan de CO2-productie bij verbranding, gecompenseerd worden door elders in de wereld bomen te planten, die het gas opnemen. Een andere methode is het gebruik van in het Kyoto-protocol geschapen mogelijkheid om CO2-certificaten te kopen, waardoor de CO2-uitstoot van groen aardgas elders in de wereld middels beschermende maatregelen wordt gecompenseerd. Deze CO2-certificaten worden onder toezicht van de Verenigde Naties uitgegeven.

## Toepassingen
Biogas wordt vaak als brandstof toegepast in warmte-krachtcentrales. In Nederland wordt biogas eveneens frequent opgewaardeerd tot groen gas en bijgemengd in het aardgasnet. In dat geval is naast reiniging ook verwijdering van het grootste deel van het aanwezige koolstofdioxide noodzakelijk om de juiste verbrandingswaarde te halen gelijk aan die van aardgas. Vooral in Zweden wordt biogas na opwerking ook als autobrandstof (vergelijkbaar met CNG) gebruikt. Het maken van LNG van biogas is evenzo mogelijk.

### Toepassingen in Nederland

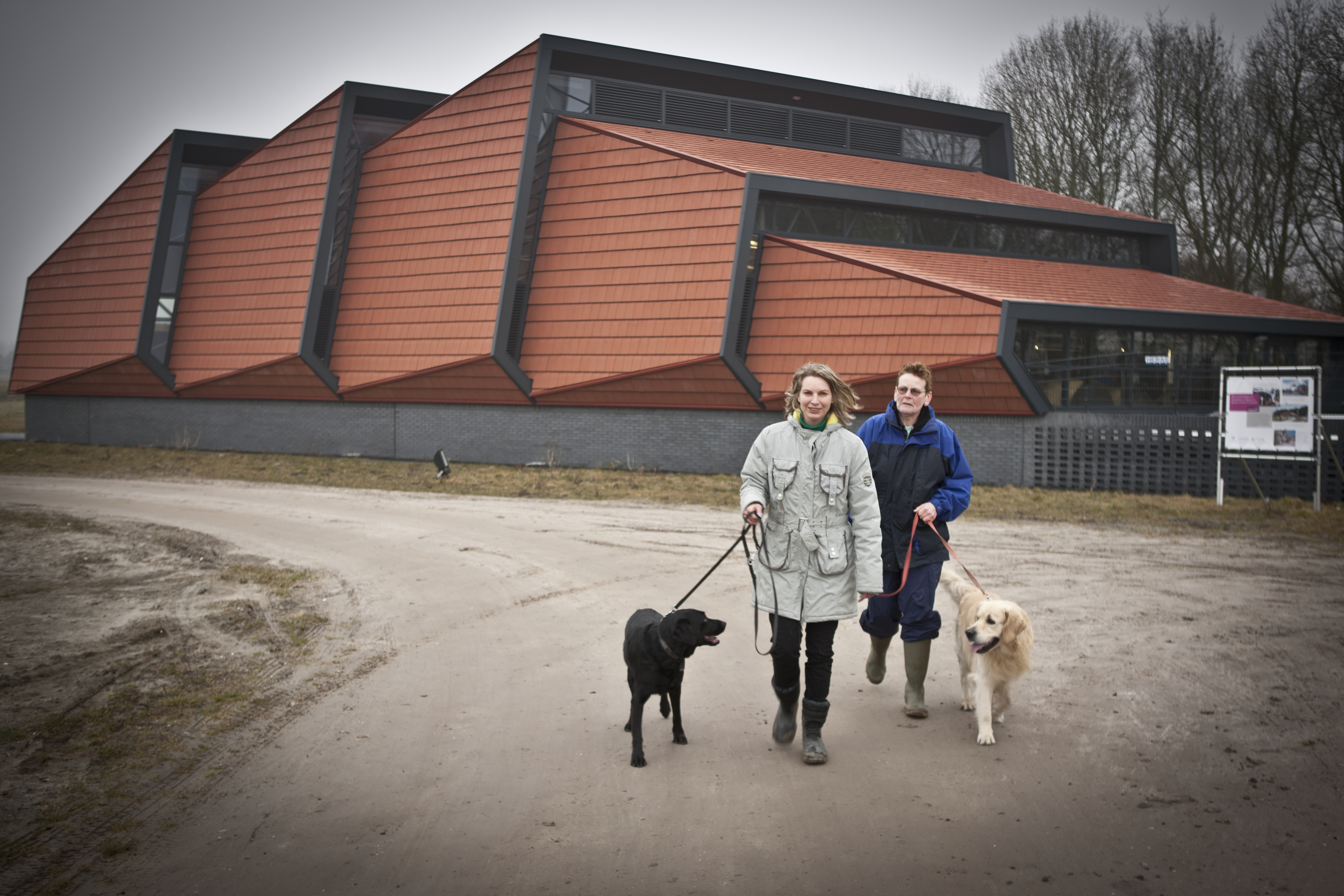
Biogascentrale EcoZathe in Leeuwarden

In Nederland nam de vergisting van mest toe als gevolg van de zogenoemde MEP-subsidie. Door afschaffing van deze subsidie door Balkenende III en door veel technische problemen en tegenvallende resultaten kwamen de meeste initiatieven echter in de ijskast te liggen. In 2008 is de MEP opgevolgd door de Stimuleringsregeling duurzame energieproductie (SDE). De SDE kent een opsplitsing op basis van verschillende typen installatie. Biogasproductie uit gft en rioolslib kwam dankzij de SDE in 2008 weer op gang, maar door een te lage vergoeding bleef de productie uit mest stilliggen.
In juni 2006 waren er in Nederland zo'n dertig agrarische biogasinstallaties. Het door mestvergisting geproduceerde biogas wordt vaak gebruikt in een warmte-krachtcentrale. Eén biogasinstallatie van een varkenshouderij waarin alleen mest wordt vergist van ca. 6000 mestvarkens, kan ca. 65 gezinnen van elektriciteit voorzien. Indien het eigen elektriciteitsverbruik van de veehouderij in aftrek wordt gebracht, is dat natuurlijk minder. Bij co-vergisting, waarbij ook ander organisch materiaal wordt vergist, is de energieopbrengst hoger, zeker als hoogenergetische producten als vetten of glycerine worden gebruikt. Het toevoegen van co-producten leidt vaak wel toe dat het mestoverschot groter is en meer digestaat moet worden afgevoerd.
Sinds de opkomst van certificering van groen gas wordt biogas in Nederland in toenemende mate opgewerkt en ingevoed in het aardgasnet.

### Toepassingen in België
In België stagneert vergisting door vermindering van ondersteuningsmaatregelen. Er zijn onder andere installaties op sites in de Antwerpse haven (Group Op de Beeck), Leuven (Interbrew), Dendermonde (Oudegem Papier), Ardooie (Unifrost), Wevelgem (Alpro), Quévy (Vanheede). In 2013 werken er in Vlaanderen 40 biogasinstallaties. Samen zijn ze op jaarbasis goed voor een totaal elektrisch vermogen van 95 megawatt en verwerken ze 2.234.000 ton/jaar.
In 2013 waren veertig werkende biogasinstallaties en achtenveertig andere installaties werden vergund, maar verkeren nog in de studiefase, zijn in aanbouw of liggen om vooral economische redenen stil. In 2019 waren er 70 pocketvergisters welke certificatiesteun ontvingen. In totaal produceerde 51 pocketvergisters energie, 1979 MWh elektriciteit en 6541 MWh warmte. België wil in 2023 13% van alle geproduceerde energie uit hernieuwbare bronnen halen.
Er zijn in België verscheidene organisaties die de belangen van de biogasbedrijven behartigen, zoals de vzw's Biogas-E en Febiga.

### Toepassingen in andere landen
Binnen Europa is met name Duitsland een voorloper op het gebied van de toepassing van biogasinstallaties. Op boerderijschaal en grotere schaal staan reeds duizenden installaties. Met name tussen 2003 en 2008 zijn veel installaties gerealiseerd. Het merendeel zijn installaties met een vermogen van 500 kW elektrisch vermogen, door de subsidiestructuur die in Duitsland gehanteerd wordt. Kleinere installaties krijgen hierbij een hogere vergoeding per kW dan grotere installaties. Veel investeerders hebben dit probleem omzeild door meerdere installaties van 500 kW bij elkaar te plaatsen, zoals bijvoorbeeld in Penkun bij de Poolse grens waar veertig installaties van 500 kW bij elkaar geplaatst zijn.
In Denemarken is vooral in de jaren negentig van de 20e eeuw een groot aantal centrale biogasinstallaties gerealiseerd. Doel hierbij was om de energievoorziening minder afhankelijk te maken van de fossiele brandstoffen. De meeste installaties zijn aangesloten op een warmtenet waardoor niet alleen de elektriciteit nuttig wordt gebruikt, doch de warmte evenzeer.
In veel ontwikkelingslanden is biogas een goed alternatief voor elektriciteit of houtskool. Een aantal dieren en een biogastank met een diameter van een tot enkele meters kan een manier zijn om kleinschalig gas te produceren om bijvoorbeeld op te koken. Eigen ontlasting is ook bruikbaar. In 2007 heeft een biogasproject van de Stichting Nederlandse Vrijwilligers in Vietnam de Energy Globe Award gewonnen. Ongeveer 25.000 Vietnamese gezinnen zijn voorzien in energie voor koken, verlichting en toilet.

## Synthese
| Materiaal            | Biogasopbrengst in m³ per ton verse massa | Methaangehalte |
| -------------------- | ----------------------------------------- | -------------- |
| Maissilage           | 202                                       | 52%            |
| Grassilage           | 172                                       | 54%            |
| Rogge-GPS            | 163                                       | 52%            |
| Voederbieten         | 111                                       | 51%            |
| Bioafval             | 100                                       | 61%            |
| Kippenmest           | 80                                        | 60%            |
| Suikerbietensnijdsel | 67                                        | 72%            |
| Bietenpulp           | 110                                       | 52%            |
| Varkensmest          | 60                                        | 60%            |
| Rundermest           | 45                                        | 60%            |
| Bierbostel           | 40                                        | 61%            |
| Varkensdrijfmest     | 28                                        | 65%            |
| Runderdrijfmest      | 25                                        | 60%            |

Biogas kan geproduceerd worden in verschillende processen, zoals:
- Vergistingsinstallaties (mest, energiemais, slib-vergisters op rioolwaterzuiveringsinrichtingen enz.)
- Anaerobe waterzuivering
- Industriële vergisting van onder andere gft, supermarktafval, maïs, gras, horeca-afval en andere industriële reststromen

Voor de productie van biogas worden in de meeste gevallen dan ook de volgende grondstoffen gebruikt:
- afvalstromen
  - slib van waterzuiveringstations
  - organisch afval
    - Mest
    - plantaardig afval
    - slachthuisafval

  - stortplaatsafval
- energiegewassen
  - energiemaïs
  - olifantsgras (beide varianten)
  - glycerine bijproduct biodiesel van koolzaad of sojabonen

## Risico's
De risico's bij biogasinstallaties kunnen ruwweg verdeeld worden in explosiegevaar en toxiciteit. Over het eerste: vanwege het feit dat biogas een brandstof is in gasvorm, kan er bij een lek een explosie ontstaan. Afhankelijk van de precieze samenstelling van de grondstoffen kan daarnaast het zwavelgehalte hoog zijn en bij vergisting waterstofsulfide vrijkomen in gevaarlijke hoeveelheden. Deze zou dan uit het biogas verwijderd moeten worden. Verder bevat biogas ammoniak (NH3), koolstofdioxide (CO2) en methaan (CH4) die in hoge concentraties giftig of verstikkend zijn voor mens en dier.
Door de opkomst van biogasinstallaties en de toenemende complexiteit van de installaties kunnen de risico's hoger worden. Er zijn verschillende malen doden gevallen bij een calamiteit bij een biovergister. Ook bij agrarische bedrijven vindt er schaalvergroting plaats, waarbij een voldoende achtergrond in veiligheid niet is gegarandeerd. De noodzaak van vakmanschap en juiste scholing is daarom een voorwaarde geworden.